# Đế quốc Quý Sương
Đế quốc Quý Sương, tức Đế quốc Kushan (vào khoảng thế kỷ thứ 1–3), là một cường quốc cổ đại tại Trung Á. Vào thời đỉnh cao (105-250), đế chế này trải dài từ Tajikistan tới Biển Caspi và từ Afghanistan xuống đến lưu vực sông Hằng. Đế chế này được thành lập từ bộ lạc Quý Sương của dân Nguyệt Chi 月氏) đến từ Tân Cương (Trung Quốc) ngày nay, một dân tộc có thể có liên hệ với người Tochari. Do nằm tại trục giao thông huyết mạch của Trung Á, họ có quan hệ ngoại giao với Đế chế La Mã, Ba Tư Sassanid và nhà Hán Trung Quốc, và trong vài thế kỷ họ là trung tâm trao đổi giữa Đông Phương và Tây Phương.
Trong thế kỷ 1 và đầu thế kỉ 2 SCN, người Kushan bành trướng nhanh chóng trên phần phía bắc của khu vực Nam Á ít nhất là xa tới tận Saketa và Sarnath gần Varanasi (Benares), nơi mà các chữ khắc đã được tìm thấy với niên đại tới những năm đầu của thời đại của vị vua Quý Sương nổi tiếng nhất, Kanishka, mà dường như bắt đầu khoảng năm 127 SCN.
Các vị vua Kushan là một nhánh của liên minh Nguyệt Chi. Trước đó họ là một dân tộc du mục cư trú tại các thảo nguyên phía tây bắc của Trung Quốc, họ di chuyển về phía tây nam và định cư ở Bactria cổ đại. Họ cũng đã có quan hệ ngoại giao với Đế chế La Mã, nhà Sassanid của Ba Tư và nhà Hán ở Trung Quốc. Đế chế này suy yếu từ thế kỷ thứ 3 và sụp đổ bởi đế chế Sassanid và Đế chế Gupta.

## Thời kì đầu

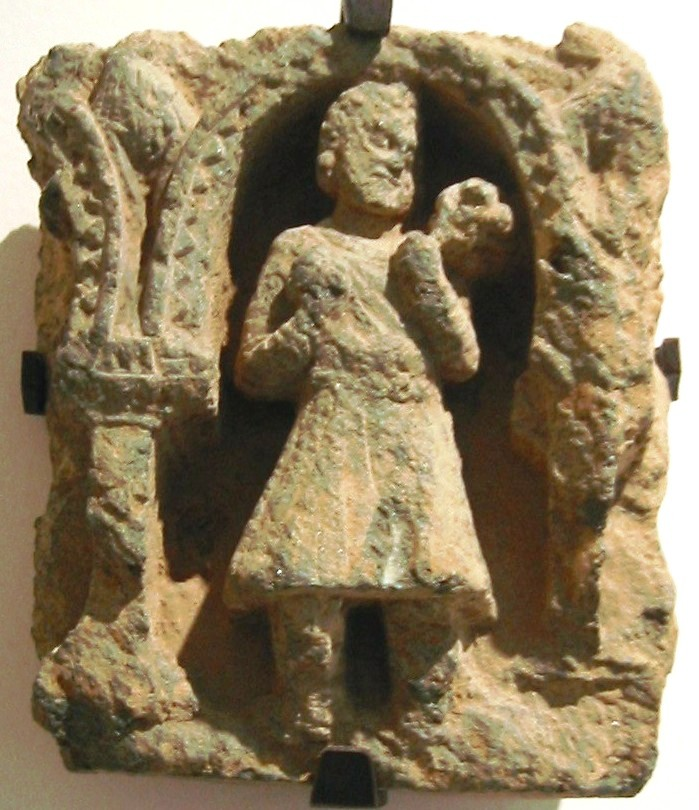
Người Quý Sương mặc quần áo truyền thống có áo chẽn và đôi giày ống, thế kỷ thứ 2, Gandhara.

## Ảnh hưởng văn hóa đa dạng

Hệ thống chữ viết Quý Sương sử dụng chữ cái Hy Lạp, cộng thêm chữ Sho.

## Bành trướng lãnh thổ

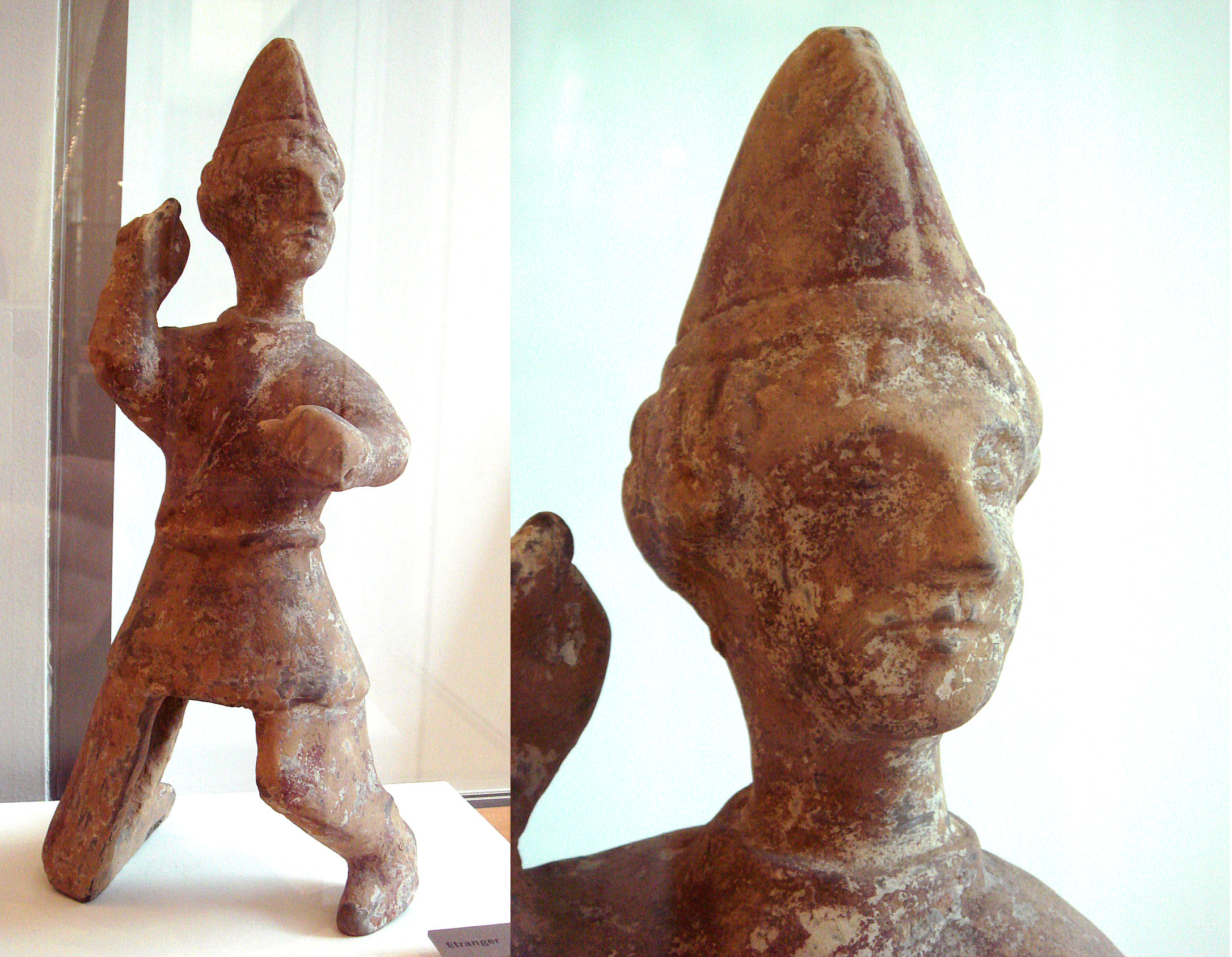
Tác phẩm điêu khắc về một chiến binh ngoại quốc ném thương, Hậu Hán, Tam Quốc, thế kỷ 3, Trung Quốc.

### Kujula Kadphises (khoảng năm 30 – 80 CN)

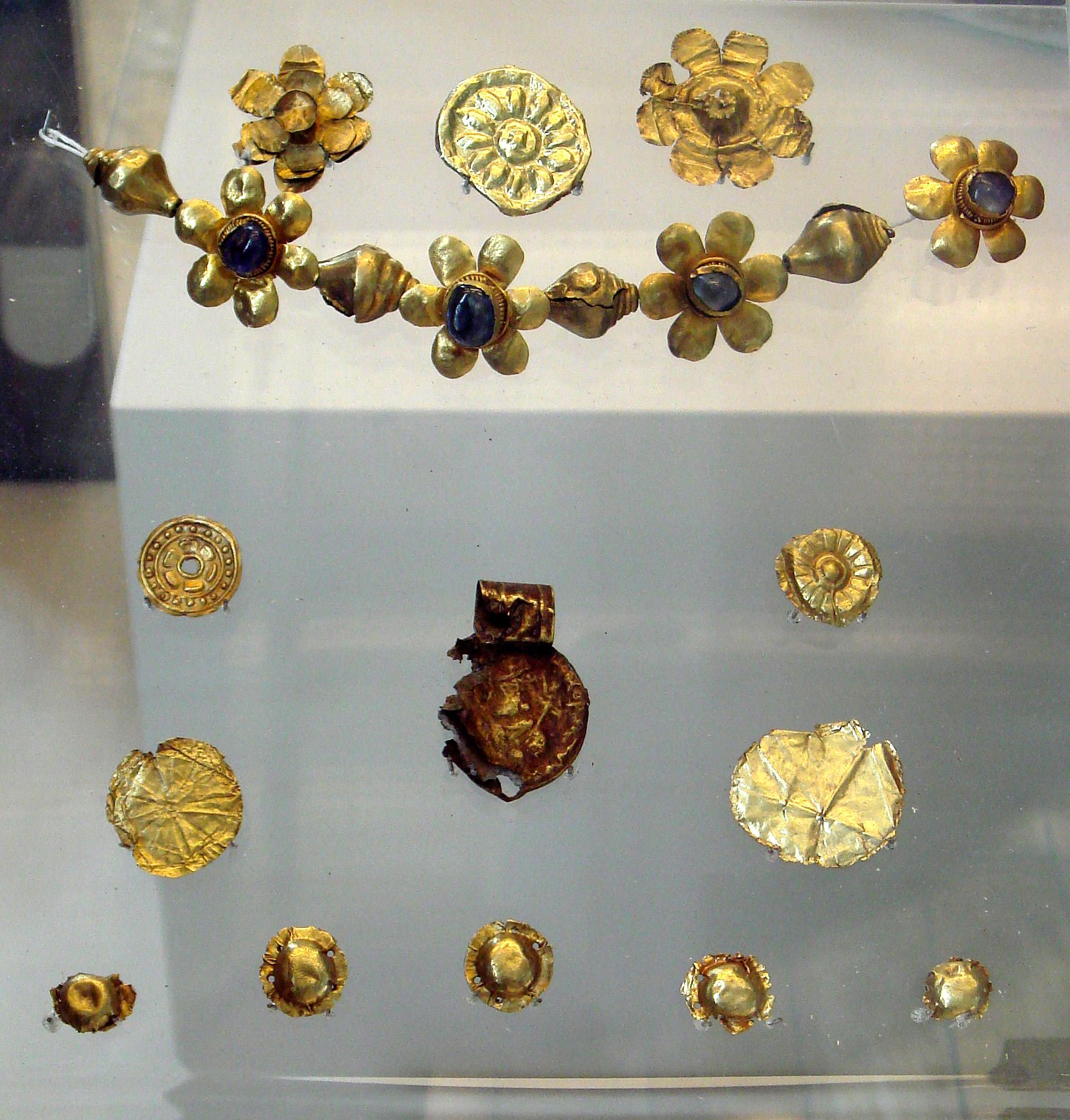
Đồ cúng được tìm thấy tại Bodh Gaya, cùng với một đồng tiền trang trí thời vua Huvishka. Thế kỷ 3. Bảo tàng Anh.

### Kanishka I (khoảng năm 127-140)

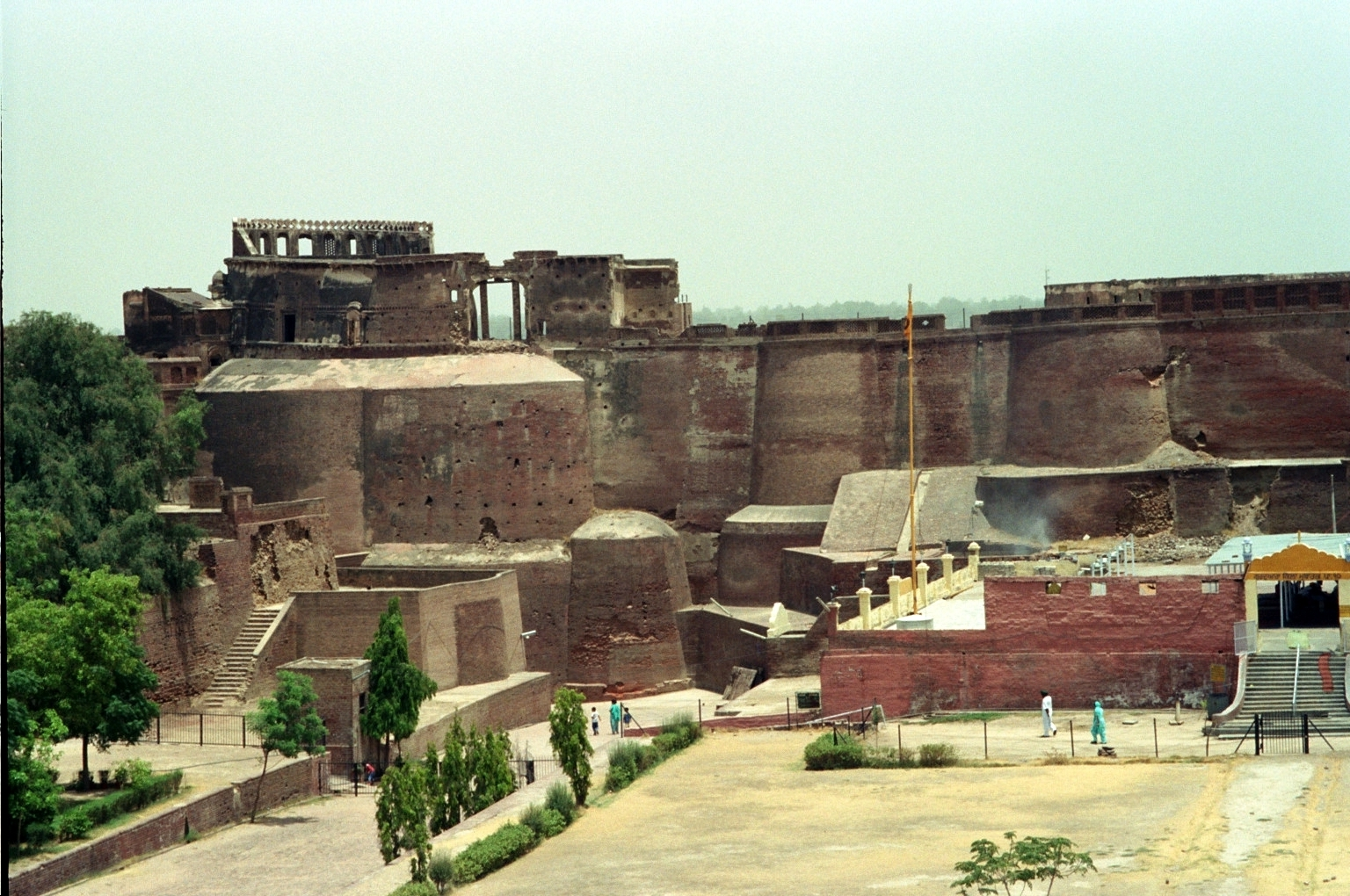
Pháo đài Qila Mubarak ở Bathinda, Ấn Độ do Kanishka cho xây dựng.